# 黃朝聘 (武進士)
黃朝聘（16世紀—17世紀），字時舉，撫州府金谿縣人，明朝軍事人物。

## 生平
黃朝聘是萬曆十五年（1594年）的武舉人，二十二年（1594年）再中武解元，二十六年（1598年）成武進士，獲授湖廣清鎮司守備，跟隨都督陳倫討伐四川流寇楊七兒，升任浙江都司。四十年（1612年）他入朝表賀得賜宴賜鈔，陞為廣東游擊，負責討伐黎族人，因功擢任朝漳營副總兵；柳州瑤僮族人起事，黃朝聘奉令平定，事平後轉為蘇松備倭總兵兼都督僉事本鎮右連。孟河東界圌山的海寇蹂躪當地，他不時出征到海上殲滅，兵部與撫按推薦他的才能，陞為寧夏總兵官，掛征西將軍印，兼後軍都督同知，賜蟒玉，很快因為生病告歸，在家去世。
。

## 引用
1. 1 2  道光《金谿縣志·卷十一·宦業 武功附》：黃朝聘，字時舉，萬厯二十六年武進士。授湖廣清鎮司守備，隨都督陳倫征蜀寇，擒楊七兒等有功，晉浙江都司。四十年入賀，賜宴賜鈔，陞廣東游擊，討平黎寇，以功擢朝漳營副將；柳州猺獞變，奉調進勦，事平會推蘇松備倭總兵兼都督僉事本鎮右連。孟河東界圌山海寇縱橫蹂躪，聘時出汛海上殲捕無算，兵部會同撫按薦其才可用，陞寧夏總兵官，掛征西將軍印，兼後軍都督同知，賜蟒玉，旋以疾請告，卒於家。 舊志
2. ↑  道光《金谿縣志·卷五·選舉》：萬厯二十二年甲午（武）鄉試 黃朝聘有傳
3. ↑  雍正《撫州府志·卷二十三·忠烈考》：黃朝聘，字時舉，金谿人。萬歷戊子與弟朝選各舉文武鄉試聘，甲午再舉武解元，戊戊成進士